# Physocleora punctilla
Physocleora punctilla là một loài bướm đêm trong họ Geometridae.